# Canton de Mézières-Centre-Ouest
Pour les articles homonymes, voir Mézières.
Le canton de Mézières-Centre-Ouest est une ancienne division administrative française située dans le département des Ardennes et la région Champagne-Ardenne.

## Histoire
Le canton de Mézières-Centre-Ouest est issu de la division de l'ancien canton de Mézières en 1973.

## Administration
| Période | Période      | Identité                   | Étiquette   | Qualité |
| ------- | ------------ | -------------------------- | ----------- | --- |
| 1973    | 1977 (décès) | Robert Ninitte (1908-1977) | PCF         | Métallurgiste, agent technique au MRU, puis chef des travaux hospitaliers Maire adjoint de Mézières (1947-1959) Ancien conseiller général du Canton de Mézières (1945-1973) |
| 1977    | 1988         | Alain Léger                | PCF         | Éducateur, conseiller municipal de Charleville-Mézières Député (1978-1981)                                                                                                  |
| 1988    | 2015         | Pierre Pandini             | PS puis DVG | Responsable de formation Maire-adjoint de Charleville-Mézières (1989-1998)                                                                                                  |

## Composition
Le canton de Mézières-Centre-Ouest se composait d’une fraction de la commune de Charleville-Mézières (modifiée en 1982 lors de la création du canton de Villers-Semeuse) et de neuf autres communes. Il comptait 15 102 habitants (population municipale) au 1er janvier 2012.
| Nom                              | Code Insee | Intercommunalité                | Population (dernière pop. légale)               |
| -------------------------------- | ---------- | ------------------------------- | ----------------------------------------------- |
| Charleville-Mézières (chef-lieu) | 08105      | CA Ardenne Métropole            | Fraction : 10 570(2012) Commune : 48 615 (2014) |
| Belval                           | 08058      | CA Ardenne Métropole            | 228 (2014)                                      |
| Évigny                           | 08160      | CC des Crêtes Préardennaises    | 193 (2014)                                      |
| Fagnon                           | 08162      | CA Ardenne Métropole            | 323 (2014)                                      |
| Neuville-lès-This                | 08322      | CC Vallées et Plateau d'Ardenne | 372 (2014)                                      |
| Prix-lès-Mézières                | 08346      | CA Ardenne Métropole            | 1 358 (2014)                                    |
| Sury                             | 08432      | CC Vallées et Plateau d'Ardenne | 100 (2014)                                      |
| This                             | 08450      | CC Vallées et Plateau d'Ardenne | 221 (2014)                                      |
| Warcq                            | 08497      | CA Ardenne Métropole            | 1 297 (2014)                                    |
| Warnécourt                       | 08498      | CC des Crêtes Préardennaises    | 363 (2014)                                      |

## Démographie
| 1975 | 1982 | 1990   | 1999   | 2006   | 2011   | 2012   |
| ---- | ---- | ------ | ------ | ------ | ------ | ------ |
| -    | -    | 15 870 | 15 690 | 14 728 | 15 204 | 15 102 |